# Dante (album)
Pour les articles homonymes, voir Dante (homonymie).
Albums de Abd al Malik
Gibraltar
(2006) Château Rouge
(2010)
Dante est le troisième album d'Abd al Malik sorti en novembre 2008.
Celui-ci reste dans la même ligne que l'album précédent Gibraltar, mêlant slam, hip-hop, jazz et chanson.
L'album contient plusieurs samples. La troisième piste, Paris mais... est inspirée par, et contient un sample de la chanson Paris mais de Claude Nougaro. La sixième piste, Césaire (Brazzaville via Oujda) contient un sample de Dorsale Bossale de Aimé Césaire. La huitième piste, Le Marseillais, contient un sample de Le Petit Garçon de Serge Reggiani. Enfin, la douzième piste, HLM Tango, contient un sample de Have You Got It In You de Imogen Heap.
L'album sera récompensé dans la catégorie Album de musiques urbaines de l'année pendant les Victoires de la musique en 2008

## Liste des titres
1. Roméo et Juliette (avec Juliette Gréco)
2. Gilles écoute un disque de rap et fond en larmes
3. Paris mais...(avec Wallen)
4. Circule petit, circule
5. Lorsqu'ils essayèrent
6. Césaire (Brazzaville via Oujda)
7. C'est du lourd
8. Le marseillais
9. Le faquir
10. Conte alsacien
11. Raconte-moi Madagh (avec Wallen)
12. HLM Tango
13. Noces à Grenelle

## Classements
| Pays              | Meilleure position | Semaines classées |
| ----------------- | ------------------ | ----------------- |
| France            | 11                 | 36                |
| Belgique Wallonie | 48                 | 18                |
| Suisse            | 66                 | 3                 |